# Elena Reynaga
Elena Eva Reynaga (San Pedro de Jujuy, 1953) es una ex prostituta y defensora de los derechos humanos argentina que hace campaña por la despenalización de la prostitución. Es miembro fundadora de la Asociación de Mujeres Meretrices de Argentina (AMMAR), de la cual fue su primera Secretaria General, y de la Red de Mujeres Trabajadoras Sexuales de Latinoamérica y el Caribe (RedTraSex), siendo la actual secretaria ejecutiva de esta última organización.

## Activismo
Reynaga empezó en la prostitución a los 19 años, ocupación que ejercería durante 30 años más. Después de ser víctima de violencia institucional y pasar varias veces por prisión en Argentina, viajó a España para trabajar durante un tiempo. Regresó a Argentina y fundó AMMAR, junto con otras compañeras prostitutas, en 1994, en respuesta al acoso y a la violencia policial. Sería Secretaria General de esta organización durante 18 años, hasta ser relevada por Georgina Orellano.
En 1997, Reynaga cofundaría la RedTraSex (a la cual AMMAR sería adherida) con el objetivo de establecer una base internacional de apoyo para las asociaciones de trabajadoras sexuales, y a las propias trabajadoras. Reynaga es la Secretaria Ejecutiva de esta organización desde 1999. Reynaga coeditó Un Movimiento de Tacones Altos, un manual para la defensa de los derechos de las trabajadoras sexuales publicado en 2007. En 2012, en el marco de una Asamblea General de la OEA en Bolivia, Reynaga y el resto de la RedTraSex pidieron públicamente una resolución en la que la organización determinase que la prostitución es un trabajo legal.
Reynaga también ha hecho campaña sobre temas relacionados con la salud (concretamente, acerca del VIH / SIDA). En 2008, fue la primera en abordar el tema de los derechos de las trabajadoras sexuales en una sesión plenaria de la Conferencia Internacional sobre el SIDA, donde pidió mejores condiciones de trabajo, atención médica, reconocimiento del trabajo sexual como trabajo regulado, y conminó a la audiencia a que viese a los trabajadores sexuales no como parte del problema, sino como "parte de la solución". En 2018 habló en el Consejo de Europa, como parte de un panel para el Foro Mundial para la Democracia. En él se declaró como trabajadora sexual feminista. Reynaga también se declara como antipartidista, por lo que no milita en partidos políticos.

## Reconocimientos
En 2009, la Legislatura de la Ciudad Autónoma de Buenos Aires reconoció a Reynaga como Personalidad Destacada de los Derechos Humanos de Las Mujeres. En 2014 fue reconocida por el Senado de la Nación Argentina por su liderazgo contra la discriminación y el estigma del trabajo sexual, así como por la reivindicación de las trabajadoras sexuales como trabajadoras de pleno derecho. En 2016 fue elegida miembro de una junta asesora de la ONU.